# Contea di Marshall (Minnesota)
La contea di Marshall (in inglese: Marshall County) è una contea dello Stato del Minnesota, negli Stati Uniti. La popolazione al censimento del 2000 era di 10 155 abitanti. Il capoluogo di contea è Warren